# 胥彬
胥彬（1928年3月25日—），男，江苏盐城人，中国药理学家，中国科学院上海药物研究所研究员，曾任中国生物化学会理事。